# Raura Iida
Raura Iida (飯田來麗, Iida Raura), née le 9 avril 1998 à Tokyo au Japon, est une chanteuse, actrice et idole japonaise, ex-membre du groupe féminin japonais Sakura Gakuin et de ses sous-groupes Twinklestars et sleepiece dont elle a été diplômée fin mars 2014. Elle est notamment ex-membre d'un autre sous-groupe Mini-Patissier.

## Présentation
Elle est née le 9 avril 1998 à Tokyo au Japon, et mesure actuellement 1,52 m. Elle joue aussi du saxophone.

## Biographie
Avant de se lancer dans la musique, Raura commence ses activités artistiques en jouant, à neuf ans, dans deux films entre 2006 et 2007. En 2010, elle intègre le groupe de Sakura Gakuin et est l'un des membres originaux du groupe. Mais avant que Sakura Gakuin ne sorte des disques, Raura intègre son premier sous-groupe Twinklestars qui sort un premier disque en novembre 2010. Elle participe à d'autres sous-groupes comme sleepiece (sur le thème de la sièste) ou encore Mini-Patissier (ou Minipati ; sur le thème de la cuisine). Mais Minipati sera rapidement renouvelé par d'autres et plus jeunes membres de Sakura Gakuin. Elle sort avec Sakura Gakuin plusieurs singles et albums et donne quelques concerts.
En février 2014, alors âgée de quinze ans, Raura Iida annonce sa remise de diplôme (et quittera les sous-groupes évidemment) avec d'autres membres comme Marina Horiuchi, Nene Sugisaki et Hinata Satō. Elle quitte le groupe fin mars 2014.

## Groupes
- Sakura Gakuin (2010-2014)
  - Twinklestars (2010-2014)
  - Mini-Patissier (2010-2011)
  - sleepiece (2011-2014)

## Discographie en groupe

### Avec Twinklestars
Singles
1. 28 novembre 2010 - Dear Mr. Socrates
2. 6 juillet 2011 - Please! Please! Please!

### Avec Sakura Gakuin
| #             | Date de sortie   | Titre de l'album                        | Label                 | Remarques                |               |               |               |               |
| Albums studio | Albums studio    | Albums studio                           | Albums studio         | Albums studio            | Albums studio | Albums studio | Albums studio | Albums studio |
| ------------- | ---------------- | --------------------------------------- | --------------------- | ------------------------ | ------------- | ------------- | ------------- | ------------- |
| 1             | 27 avril 2011    | Sakura Gakuin 2010nendo ~message~       | Toys Factory          |                          |               |               |               |               |
| 2             | 21 mars 2012     | Sakura Gakuin 2011nendo ~FRIENDS~       | Universal Music Japan |                          |               |               |               |               |
| 3             | 13 mars 2013     | Sakura Gakuin 2012nendo ~My Generation~ | Universal Music Japan |                          |               |               |               |               |
| 4             | 12 mars 2014     | Sakura Gakuin 2013nendo ~Kizuna~        | Universal Music Japan | dernier album participé  |               |               |               |               |
| Singles       |                  |                                         |                       |                          |               |               |               |               |
| 1             | 8 décembre 2010  | Yume ni Mukatte / Hello! IVY            | Toys Factory          |                          |               |               |               |               |
| 2             | 21 décembre 2011 | Verishuvi                               | Universal Music Japan |                          |               |               |               |               |
| 3             | 15 février 2012  | Tabidachi no Hi ni                      | Universal Music Japan |                          |               |               |               |               |
| 4             | 5 septembre 2012 | Wonderful Journey                       | Universal Music Japan |                          |               |               |               |               |
| 5             | 27 février 2013  | My Graduation Toss                      | Universal Music Japan |                          |               |               |               |               |
| 6             | 9 octobre 2013   | Ganbare!!                               | Universal Music Japan |                          |               |               |               |               |
| 7             | 12 février 2014  | Jump Up ~Chiisana Yūki~                 | Universal Music Japan | dernier single participé |               |               |               |               |

## Filmographie
- 2007 - Shindō
- 2007 - Tengoku wa Mattekureru